# Zirkow
Zirkow település Németországban, Mecklenburg-Elő-Pomeránia tartományban. Lakosainak száma 705 fő (2023. december 31.). Zirkow Lancken-Granitz, Putbus, Bergen auf Rügen és Binz községekkel határos.

## Népesség
A település népességének változása:
| Lakosok száma | 660  | 649  | 692  | 705  | 705  |
|               | 2017 | 2019 | 2021 | 2022 | 2023 |